# Gunnar Heinsohn
Gunnar Heinsohn (ur. 21 listopada 1943 w Gdyni, zm. 16 lutego 2023 w Gdańsku) – niemiecki socjolog, ekonomista, demograf, pisarz i publicysta.

## Życiorys
Urodził się w czasie II wojny światowej w okupowanej przez Niemców Gdyni (w Małym Kacku), w rodzinie Roswithy i Heinricha  Heinsohnów. We wrześniu 1939 jego służący w Kriegsmarine ojciec był zaokrętowany na pancerniku Schleswig-Holstein ostrzeliwującym Westerplatte. Gunnar urodził się jako pogrobowiec, ponieważ ojciec w maju 1943 zginął u wybrzeży Kanady dowodząc okrętem podwodnym U-438. W listopadzie 1944 rodzina wyjechała na zachód Niemiec. W 1971 Gunnar Heinsohn ukończył studia socjologiczne na Wolnym Uniwersytecie Berlińskim. W 1974 uzyskał doktorat z nauk społecznych, w 1982 uzyskał doktorat z ekonomii. W latach 1984–2009 wykładał na Uniwersytecie w Bremie. W 1993 założył i kierował do 2009 Instytutem im. Rafała Lemkina, pierwszą w Europie placówką prowadzącą badania nad ludobójstwem i ksenofobią. Wykładał w Akademii Obrony NATO w Rzymie.
Był autorem licznych publikacji dotyczących ekonomii, związku demografii z polityką bezpieczeństwa, wpływu kształcenia na sukces społeczeństw, ludobójstwa. Jego artykuły i komentarze były zamieszczane w największych niemieckich dziennikach, ale również w czołowych światowych periodykach, jak The Wall Street Journal, International Herald Tribune, Le Monde, Financial Times, The Weekly Standard, NRC Handelsblad.
Podczas XI Kongresu Polska Wielki Projekt we wrześniu 2021 został odznaczony medalem „Odwaga i Wiarygodność”, przyznawanego osobom aktywnie działającym na rzecz kongresu oraz wizerunku Polski i jej obywateli w świecie.

## Wybrane publikacje
- Warum Auschwitz? Hitlers Plan und die Ratlosigkeit der Nachwelt (Dlaczego Auschwitz?). Rowohlt Tb., 1995. ISBN 978-3499136269. Brak numerów stron w książce
- Lexikon der Völkemorde (Encyklopedia ludobójstwa). Reinbek bei Hamburg: Rowohlt Verlag, 1998. ISBN 3-499-22338-4. Brak numerów stron w książce
- Wettkampf um die Klugen. Kompetenz, Bildung und die Wohlfahrt der Nationen. Zürich: Orell Füssli, 2019. ISBN 978-3-280-05707-0. Brak numerów stron w książce
  - wydanie polskie: Walka o najzdolniejszych. Wpływ kompetencji i kształcenia na sukces społeczeństw. Instytut Zachodni, 2021. ISBN 978-83-66412-16-3. Brak numerów stron w książce